# Bloqueo Continental

Situación del Primer Imperio Francés en 1812.
Administrado directamente
Estados clientes
Sistema continental

El Bloqueo Continental fue la base principal de la política exterior del Emperador Napoleón I de Francia en su lucha contra el Reino Unido. Consistió en un sistema económico y comercial impuesto por Francia por el cual se excluía a Gran Bretaña de todo intercambio mercantil con el resto de Europa, con la esperanza de arruinarla financieramente.

## Justificación del bloqueo
Napoleón Bonaparte fue un general exitoso y probablemente hubiera derrotado a los británicos de haber podido desembarcar sus tropas en Inglaterra. Sin embargo, le fallaron los medios para enfrentarse a la Royal Navy. Sus planes de invasión fueron abortados por la batalla de Trafalgar en 1805 (y muy probablemente ya hubieran sido descartados por el Emperador en julio de ese mismo año, tras la batalla del Cabo Finisterre y la posterior retirada de Villeneuve con la flota combinada a Cádiz), por lo cual la marina de guerra francesa había sufrido graves pérdidas y no estaba en condiciones de intentar un desembarco en las islas británicas, al no tener la cantidad y calidad de buques suficientes para enfrentarse con éxito a la Royal Navy británica. En lugar de la estrategia militar, Napoleón optó entonces por la estrategia de guerra económica, apreciando que gran parte de la fortaleza nacional británica estaba basada en su floreciente comercio internacional.
Como resultado de los primeros inicios de la revolución industrial, la economía británica había surgido con fuerza en Europa en el papel de exportadores de productos manufacturados, ocupando así el lugar de principales productores industriales y proveedores de manufacturas al resto de Europa y al mundo, lo cual les hacía en principio vulnerables a un embargo comercial. Muchos otros países europeos poseían industrias bien establecidas a fines del siglo XVIII, pero ninguno de ellos (ni siquiera Francia, su más cercana competidora), tenía una producción industrial tan numerosa y variada como la británica.

## Establecimiento del bloqueo
Justamente en esto consistía el Bloqueo Continental: se trataba de un embargo comercial que prohibía el comercio de productos británicos en el continente europeo. En noviembre de 1806, tras los éxitos militares de Austerlitz y Jena, todo el continente se hallaba bajo el dominio directo de Francia, o con países que por temor se abstenían cuidadosamente de ir contra los intereses franceses, situación visible desde la península ibérica hasta Prusia, y fue este el momento escogido por Napoleón para promulgar el Decreto de Berlín, prohibiendo a sus aliados y a los países conquistados cualquier tipo de relación comercial con Gran Bretaña. En 1807 incluso endureció las condiciones iniciales del decreto en un intento por destruir de forma decisiva el comercio británico como preludio para una posible invasión, a través del Decreto de Milán. 
A la vez que se implantaba el bloqueo contra Gran Bretaña, era necesario establecer un pleno control francés sobre los principales puertos de la Europa continental, ya sea mediante el establecimiento directo de soldados franceses o mediante la amenaza a las autoridades locales de una ocupación militar francesa en caso de no poner en vigor el bloqueo. Este sistema fue el pretexto para que Napoleón impusiera la ocupación francesa directa en varios puntos de Europa, a la vez que logró presionar a varios estados para sujetarse a sus designios bajo coacción. 
Grandes socios comerciales de Gran Bretaña como los países ribereños del Báltico (Dinamarca, y Prusia) debieron plegarse a las exigencias de Napoleón para eludir la invasión francesa. De igual forma los territorios de Italia y el resto de Alemania bajo influencia napoleónica debieron imponer controles aduaneros para cerrar el paso a los productos británicos. España, también coaccionada por Napoleón, aceptó integrarse al bloqueo.
En contrapartida, tras prohibirse el comercio de los productos británicos los mercados europeos quedaron abiertos a los productos franceses, aunque Napoleón cuidó de mantener una política arancelaria que beneficiaba solamente a las zonas de Europa anexadas por Francia. No obstante, varios países de Europa descubrieron que el bloqueo les causaba serio perjuicio en tanto Francia no podía sustituir a los británicos como proveedores de manufacturas para el resto del continente, no podía reemplazar a Gran Bretaña como cliente de materia prima de la Europa Central y Oriental, y se negaba a actuar como un mercado totalmente abierto al resto de Europa como sí sucedía en Gran Bretaña. 
El hecho evidente que Francia no tenía una marina capaz de controlar las rutas comerciales mundiales causaba que en la práctica el bloqueo privara a Europa de su acceso al comercio internacional ultramarino, el cual era un pilar importante de la economía europea desde mediados del siglo XVI. Inclusive dentro de Europa el sistema de bloqueo precisaba del empleo masivo de rutas terrestres y fluviales que solo existían fragmentariamente, además de requerir una estructura de comercio y banca bastante desarrollada que solo se encontraba en Europa Occidental.
El contrabando floreció así en muchos países de Europa, como opción final para mantener el comercio con los británicos y permitir la subsistencia de los comerciantes y productores europeos, en tanto el Imperio francés solamente privilegiaba las industrias del resto de Europa en la medida que sirvieran al esfuerzo de guerra napoleónico.
El bloque continental causó también que la materia prima producida fuera de Europa no alcanzara a los territorios bajo control francés, en tanto Gran Bretaña dominaba las rutas comerciales de estos productos y no se permitía por ello su introducción en los mercados europeos. Ante ello Francia adoptó una serie de medidas de sustitución, reemplazando al café por la achicoria, o estimulando la producción de algodón en el sur de Francia y de Italia, pero tales alternativas resultaban manifiestamente insuficientes o de escasa utilidad. No obstante, esta situación sí trajo un importante avance tecnológico al iniciarse en Alemania la extracción de azúcar de la remolacha, para paliar la falta de azúcar de caña.

## Fracaso del bloqueo
El embargo comercial finalmente fracasó, si bien tuvo un altísimo precio para la población inglesa, en tanto el comercio internacional británico se redujo en un 25%, al perder sus más lucrativos mercados situados en Europa. A pesar de estos el Imperio francés con poder bélico únicamente en tierra, no podía detener la navegación comercial internacional al carecer de una marina de guerra capaz de rivalizar con la Royal Navy y al faltar una marina mercante francesa de alcance mundial. Durante el bloqueo los buques mercantes ingleses ampliaron sus mercados en Asia (India, China, y sureste asiático), aprovechando que el poder naval francés no llegaba a estas zonas mientras que la penetración comercial británica tenía allí varias décadas de existencia casi monopólica. 
Asimismo, el parlamento británico emitió las Orders in Council de 1807, que prohibían a sus socios el comercio con Francia. En respuesta a este decreto, el Congreso de los Estados Unidos emitió el Acta de Embargo de 1807, prohibiendo a su vez el comercio de los buques estadounidenses con ambos contendientes, para forzar así a los dos bandos en pugna a otorgar un mejor trato a los neutrales. El acoso de la marina británica a los barcos americanos (entre otros importantes motivos) finalmente provocó el inicio de la guerra británico-americana de 1812.
Ante ello Gran Bretaña aprovechó también las convulsiones internas de la península ibérica para compensar el bloqueo. En tanto José Bonaparte había sido rechazado como rey de España por las Cortes de Cádiz y las colonias españolas de América, Gran Bretaña pudo presionar a las Cortes de Cádiz para que permitiesen el libre comercio del imperio colonial español con proveedores británicos, lo cual dejó enormes ganancias comerciales a Gran Bretaña al acceder a un nuevo y vasto mercado en América. 
El único país europeo que se opuso abiertamente al Bloqueo Continental fue Portugal, país que dependía del comercio con Gran Bretaña y de las rentas de su imperio ultramarino para subsistir. Ello causó la amenaza de Napoleón de invadir el reino portugués con ayuda de España, lo cual se ejecutó en octubre y noviembre de 1807; en tanto el regente lusitano el infante Juan de Portugal comprendió que Portugal no podría oponer resistencia a este doble ataque optó por huir de su metrópoli hacia Brasil. Gran Bretaña aprovechó esta situación para otorgar su apoyo a Portugal en esta evacuación, poniendo como condición que se permita el libre comercio británico con Brasil; así, tras el establecimiento de la corte de la Casa de Braganza en Río de Janeiro, Gran Bretaña ganaba acceso a otro lucrativo mercado. 
Situación similar ocurrió en las colonias de Holanda, ya sea en la Colonia del Cabo o las Indias Orientales Neerlandesas que al tener su metrópoli invadida por Napoléon debieron aceptar el apoyo naval británico para mantener el intercambio comercial del cual dependía su economía, la cual quedó dominada por Gran Bretaña. Como consecuencia de estas situaciones, el bloqueo fracasó en su principal meta: dañar irreparablemente la economía británica mediante un embargo comercial.
En resumen, el Bloqueo Continental causó más daños colaterales en el Imperio francés que en Gran Bretaña. Rusia sufrió particularmente con este embargo que le privaba de sus socios comerciales principales en el Báltico y el mar del Norte, y en 1812 el zar Alejandro I decidió abrir de nuevo el comercio ruso con Gran Bretaña, motivo usado por Napoleón para movilizar a la Grande Armée e invadir Rusia con una fuerza de más de medio millón de hombres, empeño que fracasó completamente y que causó la ruina final del Imperio francés.